# Канагат
Канагат (каз. Қанағат, до 2001 г. — Ленинжолы) — село в Сарыагашском районе Туркестанской области Казахстана. Входит в состав Капланбекского сельского округа. Находится примерно в 8 км к востоку от районного центра, города Сарыагаш. Код КАТО — 515469500.

## Население
В 1999 году население села составляло 1512 человек (772 мужчины и 740 женщин). По данным переписи 2009 года, в селе проживали 1904 человека (978 мужчин и 926 женщин).